# Histon H2A
Histon H2A je jedan od pet glavnih histonskih protein koji sačinjavaju deo strukture hromatina u eukariotskim ćelijama. On sadrži globularni domen i dugi N-terminusni rep. H2A je deo strukture nukleozoma.
Drugi histonski proteini su:
- H1
- H2B
- H3
- H4

## Genetika
H2A je kodiran mnogim genima u ljudskom genomu, među kojima su: 
- H2AFB1
- H2AFB2
- H2AFB3
- H2AFJ
- H2AFV
- H2AFX
- H2AFY
- H2AFY2
- H2AFZ

## Spoljašnje veze
- Nextbio Архивирано на веб-сајту  (30. мај 2020)